# Добрев, Добре
Добре Димитров Добрев (болг. Добре Димитров Добрев; 20 июля 1914, Байлово, Царство Болгария — 13 февраля 2018, там же) — известен как Дедушка Добри (болг. Дядо Добри) или святой из Байлово, болгарский филантроп, собиравший подаяние и жертвовавший значительные суммы на восстановление и поддержание болгарских христианских церквей.

## Биография
Родился 20 июля 1914 года в селе Байлово. Отец Димитар погиб в Первой мировой войне, мать Катерина растила детей одна. Всю жизнь занимался земледелием. Женился в 1940 году, в то время, когда Болгария уже принимала участие во Второй мировой войне. Во время одной из бомбардировок Софии от разорвавшейся рядом бомбы почти полностью потерял слух. Имел четырёх детей, двое из которых живы в настоящее время.
Собирал средства на восстановление храмов в Болгарии. Сам же жил в небольшом домике на территории церкви святых Кирилла и Мефодия в родном селе. За ним ухаживала одна из дочерей.
Почти каждый день Добре Добрев пешком или на автобусе отправлялся в Софию, где возле храма-памятника Александра Невского или церкви «Семи Святых» собирал подаяние. Все собранные деньги жертвовал на ремонт или восстановление церквей и другие нужды. Сам жил на государственную пенсию (около 100 евро). Для личных нужд использовал только неденежные подаяния (еда, одежда).

## Пожертвования
Живущий бедно Дедушка Добри отдал на ремонт и восстановление храмов Болгарии более 80 000 левов из средств, пожертвованных ему людьми.
- 2005 — подарил 10 000 левов церкви святых Кирилла и Мефодия в селе Байлово[5].
- 2007 — дал 25 000 левов на реставрацию и ремонт монастыря и церкви в селе Горно-Камарци[5].
- 2008 — дал деньги на ремонт церкви в Калофере[5].
- 2009 — дал 35 700 левов (около 18 250 евро) на ремонт кафедрального собора Святого Александра Невского, что является наибольшим пожертвованием от частного лица за всю столетнюю историю храма[6].

Также он оплачивал счета за коммунальные услуги детским домам.